# عون المعبود على سنن أبي داود
عون المعبود على سنن أبي داود هو أحد كتب الحديث، ألفه الشيخ محمد شمس الحق العظيم آبادي (1273 هـ - 1329 هـ)، قام المؤلف في كتابه بشرح سنن أبي داود مركزاً على الناحية الفقهية دون إغفال الناحية الحديثية فيه، مبيناً فيه أقوالَ الأئمة.
قال الشيخ محمد شمس الحق العظيم آبادي في مقدمة كتابه:
| عون المعبود على سنن أبي داود | هذه فوائدُ متفرقة وحواشٍ نافعةٌ جمعتها من كتب أئمة هذا الشأن رحمهم الله، مقتصراً على حل بعض المطالب العالية وكشف بعض اللغات المغلقة، وتراكيب بعض العبارات، مجتنباً عن الإطالة والتطويل إلا ما شاء الله، وسميتها بعون المعبود على سنن أبي داود تقبل الله مني، والمقصود من هذه الحاشية المباركة الوقوف على معنى الكتاب فقط من غير بحث لترجيح الأحاديث بعضها على بعض إلا على سبيل الإيجاز والاختصار، ومن غير ذكر أدلة المذهب المتبوعة على وجه الاستيعاب إلا في المواضع الذي دعت اليها الحاجة | عون المعبود على سنن أبي داود |